# Верушова (герб)
Верушова (пол. Wieruszowa, Wierusz) — польский дворянский герб.

## Описание
В белом поле козел, идущий влево; голова его и передние ноги до половины туловища черные, а задняя часть тела покрыта пересекающимися, наподобие шахматной доски, красными и белыми полосами. Над шлемом пять страусовых перьев.
Некоторые производят этот герб из Германии; самое его название показывает, что знамя это было усвоено людям, отличавшимся своею верностью, как полагают Длугош и Бельский..

## Герб используют
Bielski, Bockiej, Bokiej, Bokij, Domejko, Domeyko, Festenberg, Galewski, Горецкие (Garecki, Gorecki), Hackebey, Hackenbeyl, Kempiński, Kempski, Kępiński, Kępski, Klimaszewski, Kostanecki, Kosteniecki, Kowalski, Kuncewicz, Kwiatkowski, Michałowski, Niemojewski, Niemojowski, Ostelecki, Pakisz, Rakowski, Rudnicki, Salecki, Sałecki, Stlecki, Stolecki, Stolica, Stoliczka, Stongorewski, Ślesiński, Wachnowski, Walchnowski, Walichnowski, Walknowski, Wierusz